# Maydan Shahr (huyện)
Maydan Shahr là một huyện thuộc tỉnh Vardak, Afghanistan. Dân số thời điểm năm 1999 là 32,047 người.